# Pleurogonium bifolium
Pleurogonium bifolium är en kräftdjursart som beskrevs av Shimonura och Shunsuke F. Mawatari 200. Pleurogonium bifolium ingår i släktet Pleurogonium och familjen Paramunnidae. Inga underarter finns listade i Catalogue of Life.